# 板橋区役所
板橋区役所（いたばしくやくしょ）は、特別地方公共団体（特別区）である板橋区の役所、およびその組織が入る施設である。首都高速道路・板橋ジャンクションのほぼ中央部に立地している。

## 概要
1932年に市郡併合により板橋区が成立した際に、旧北豊島郡役所（現在の板橋3丁目5-1にあった）を初代・板橋区役所庁舎とした。しかし1945年の空襲で焼失し、1947年に現在地に移転、移転後は数度の増築・建て替えが行われ、現在の庁舎は2015年に竣工した。

## アクセス
- JR埼京線
  - 板橋駅より徒歩15分
- 東京都交通局三田線
  - 板橋区役所前駅より徒歩1分
- 東武鉄道東武東上線
  - 大山駅より徒歩10分